# فيليب كلوديل
فيليب كلوديل (بالفرنسية: Philippe Claudel) كاتب ومخرج فرنسي، ولد في 2 فبراير 1962 بدومباساد سور مورت، في مورت وموزيل.

## أعماله الأدبية

### روايات
- 1999: Meuse l'oubli
- 1999: Quelques-uns des cent regrets[الفرنسية]
- 1999: Le Café de l'Excelsior
- 2000: J'abandonne
- 2000: Barrio Flores : petite chronique des oubliés
- 2002: Le Bruit des trousseaux[الفرنسية]
- 2003: Les Âmes grises[الفرنسية]، حصلت على جائزة عام 2003
- 2005: La Petite Fille de Monsieur Linh[الفرنسية]
- 2007: Le Rapport de Brodeck[الفرنسية]، حصلت على جائزة غونكور للطلاب عام 2007،
- 2010: L'Enquête
- 2012: Parfums

## روابط خارجية
- فيليب كلوديل على موقع IMDb (الإنجليزية)
- فيليب كلوديل على موقع مونزينجر (الألمانية)
- فيليب كلوديل على موقع ألو سيني (الفرنسية)
- فيليب كلوديل على موقع ميوزك برينز (الإنجليزية)
- فيليب كلوديل على موقع أول موفي (الإنجليزية)
- فيليب كلوديل على موقع قاعدة بيانات الأفلام السويدية (السويدية)
- فيليب كلوديل على موقع قاعدة بيانات الفيلم (الإنجليزية)
- فيليب كلوديل على موقع كينوبويسك (الروسية)